# Абдужаббаров, Абдухалил Абдухамидович
Абдухалил Абдухамидович Абдужаббаров (род. 6 апреля 1975, Сайрамский район, Чимкентская область) — казахстанский исламский деятель. Исламский проповедник-такфирист. Известен как «шейх Халил» и «учитель Халил». По мнению эксперта в области религиоведения и религиозного экстремизма профессора ЕНУ им. Л. Гумилёва, директора Института геополитических исследований Асылбека Избаирова, «шейх Халил» является «крёстным отцом такфиризма в Казахстане» и «несёт прямую ответственность за все проявления этой идеологии в Казахстане, включая теракты последних лет».

## Биография
Родился 6 апреля 1975 года в Сайрамском районе. Этнический узбек.
Изучал ислам в мечети. Затем учился в расположенном в пакистанском городе Исламабад международном исламском университете, который окончил в 1999 году. Затем вернулся в Казахстан, преподавал в финансировавшемся кувейтским Обществом социальных реформ Казахстанско-кувейтском университете в Шымкенте.
В 2003 году переехал в Атырау. Там он преподавал в медресе при одной из мечетей. Помимо этого, оказывал помощь в строительстве мечети «Аттакуа», консультируя по надписям на арабском языке. В ноябре 2003 года «шейх Халил» был обвинён в «уклонении религиозного объединения от регистрации и нарушении правил проведения религиозных мероприятий» (статья 375 часть 1 Кодекса об административных правонарушениях Казахстана), но доказать обвинения не удалось. Летом того же года переехал в Уральск, возможной причиной этого было давление со стороны властей.
После переезда «шейха Халила» в Уральск, по данным правоохранительных органов, произошёл рост приверженцев салафизма в городе. В январе 2006 года «шейх Халил» с семьёй отправился на хадж в Саудовскую Аравию, приехав туда, он принял решение не возвращаться в Казахстан вследствие опасений преследования. Несмотря на переезд проповедника, его популярность в Казахстане осталась высокой. Ещё больше опасения властей в отношении проповедника усилились после того, как лекции «шейха Халила» были оцифрованы и выложены в интернете. В 2007 году лично знавший «шейха Халила» член казахстанского парламента Бекболат Тлеухан предлагал ему вернуться в Казахстан, обещая в случае возникновения проблем с органами безопасности решить их, связавшись с президентом Нурсултаном Назарбаевым через племянника последнего, но «шейх Халил» отказался.
20 декабря 2015 года «шейх Халил» был арестован властями Саудовской Аравии по запросу Казахстана. В феврале 2017 года он был депортирован в Казахстан.
В августе 2017 года «шейх Халил» был признан виновным в «Возбуждении социальной, национальной, родовой, расовой или религиозной вражды, повлёкшее тяжкие последствия» и приговорён к 8 годам колонии, сам Абдужаббаров виновным себя не признал.

### Личная жизнь
Женат, 10 детей.

## Идеология
Согласно заявлению прокурора во время суда над Абдужаббаровым, шейх Халил «призывал называть „кафирами“ тех мусульман, кто не читает намаз, и не покупать мясо у „кафиров“, а также призывал к джихаду». На суде Абдужаббаров утверждал, что он вопреки выдвинутым против него обвинениям «не выступал против традиционного ислама», поскольку «в то время в Казахстане не было законодательно закреплено понятие „традиционный ислам“». Перевёл с арабского языка книгу Салиха аль-Фаузана «Путь к правильной вере». С 2000-х годов занимался продвижением «чистого ислама», был популярен в интернете, создал несколько ячеек последователей в различных городах. Также последователи «шейха Халила» совершили в Казахстане ряд терактов, другие его сторонники примкнули к боевикам в Афганистане и Сирии.